# Mariam Martirosjan
Mariam Martirosjan (orm. Մարիամ Մարտիրոսյան, ros. Мариам Петросовна Мартиросян, ur. 5 stycznia 1925 we wsi Dzitchankow w Armenii) – radziecka armeńska agronomka.

## Życiorys
Urodziła się w rodzinie chłopskiej. W 1942 skończyła 10-letnią szkołę, później pracowała jako traktorzystka w kołchozie im. Budionnego, uczyła się w technikum mechanizacji gospodarki rolnej w Erywaniu, później została drużynową w kołchozie. Znacząco przyczyniła się do zwiększenia plonów w tym kołchozie, za co 19 marca 1947 otrzymała Medal Sierp i Młot Bohatera Pracy Socjalistycznej (oraz Order Lenina), będąc jednym z pierwszym pracowników rolnictwa Armeńskiej SRR wyróżnionych tym tytułem. W 1952 ukończyła studia na Wydziale Agronomicznym Armeńskiego Instytutu Rolniczego w Erywaniu, wyszła za mąż za Bohatera Związku Radzieckiego, Harutiuna Mkrtcziana, z którym mieszkała we wsi Dżrarat w rejonie eczmiadzyńskim. W 1977 została przewodniczącą kołchozu we wsi Mecamor w rejonie eczmiadzyńskim, przeniosła się z mężem do Eczmiadzyna. Później została przewodniczącą rady wiejskiej. Była deputowaną do Rady Najwyższej ZSRR trzech kadencji (1950–1954).